# Jorge Sabat Gozalo
Jorge Sabat Gozalo (Chincha Alta, Perú, 29 de junio de 1922 — Valdivia, Chile, 13 de noviembre de 2006) fue un médico y político chileno. Se desempeñó como regidor y alcalde de la ciudad de Valdivia en varias oportunidades. Entre 1969 y 1973 fue diputado por la Vigesimosegunda Agrupación Departamental de Valdivia, La Unión y Río Bueno.
En su primera etapa política militó en el Partido Socialista. Luego del Golpe militar y tras el retorno a la democracia, ingresó al Partido Radical. Su último período como alcalde lo desempeñó siendo parte del PRSD.

## Biografía
De origen palestino. Ingresó al Instituto Salesiano de Valdivia, donde realizó sus estudios primarios y secundarios. Su educación superior la inició en la Universidad de Concepción, pero terminó en la Universidad de Chile, lugar donde obtuvo su título de médico cirujano. Fue delegado de la Escuela de Medicina de Concepción ante la dirección de la facultad. 
Ejerció su profesión en el hospital de Valdivia (1959-69) y formó parte de la Sociedad Médica de Chile. 
Miliatante socialista, en 1960 fue elegido regidor de la ciudad y en 1963 ocupó el puesto de alcalde. Durante su estancia en el municipio tuvo que enfrentar las consecuencias del gran terremoto que destruyó gran parte del sur de Chile.
El año 1969 resultó elegido como diputado por la Provincia de Valdivia. En sus años en el Congreso integró la Comisión Permanente de Salud Pública, la de Defensa Nacional, Educación Física y Deportes y la de Gobierno Interior. Tras finalizar su período parlamentario, se dedicó a sus actividades profesionales.
A principios de los años 1990, y tras haber dejado el PS, se sumó al Partido Radical. Entre 1992 y 1996 ocupó el cargo de concejal de Valdivia para volver a ser alcalde hasta el año 2000. En 2000 y hasta 2004 formó parte del concejo municipal como independiente.
En 2003 fue declarado como "Hijo Ilustre" de Valdivia.
Falleció el día 13 de noviembre de 2006 producto de un fallo cardio respiratorio. El centro de salud familiar de la comuna fue bautizado con su nombre.
"A mí me gustaría ser recordado como el doctor del pueblo", dijo en una ocasión.
Su hijo Omar fue alcalde de Valdivia entre diciembre de 2012 y junio de 2021. A diferencia de su padre que durante años militó en partidos de izquierda y centroizquierda, ganó su elección como cercano a la Coalición por el Cambio.

## Historial electoral

### Elecciones municipales de 1992
- Elecciones municipales de 1992 para la comuna de Valdivia.[6]

### Elecciones municipales de 1996
- Elecciones municipales de 1996 para la comuna de Valdivia.[7]

### Elecciones municipales de 2000
- Elecciones municipales de 2000 para la comuna de Valdivia.[8]